# Strongylaspis championi
Strongylaspis championi là một loài bọ cánh cứng trong họ Cerambycidae.